# The Henderson
The Henderson («Хендерсон») — 36-этажный офисный небоскрёб, расположенный в Центральном районе Гонконга. Построен в 2023 году по проекту лондонского архитектурного бюро Захи Хадид при участии фирмы Ronald Lu & Partners. По форме напоминает нераспустившийся бутон цветка баугинии — символа Гонконга. Владельцем и девелопером The Henderson является гонконгский оператор недвижимости Henderson Land, по имени которого здание и названо.
По мнению авторов журнала National Geographic, The Henderson входит в пятёрку «архитектурных икон» современного Гонконга, наряду с такими зданиями, как HSBC Building (1985) фирмы Foster + Partners, Lippo Centre (1988) архитектора Пола Рудольфа, Bank of China Tower (1990) архитектора Бэй Юймина и International Finance Centre (2003) архитектора Сесара Пелли.

## География
The Henderson расположен на Мюррей-роуд в центральной части Гонконга. Непосредственно вокруг офисного здания находятся парк Чатер-Гарден, небоскрёбы AIA Central, Bank of America Tower, Lippo Centre, Bank of China Tower и Cheung Kong Center.
В шаговой доступности от The Henderson расположены парки Гонконг и Тамар, а также станции метро Адмиралтейство и Сентрал.

## История
В середине XIX века в центральной части британского Гонконга была построена артиллерийская батарея Мюррея, названная в честь сэра Джорджа Мюррея. В 1950-х годах на месте военных казарм был построен квартал правительственных сооружений, а в 1970-х годах на Мюррей-роуд был возведён многоуровневый паркинг и разбит Чатер-Гарден.
В 1982 году историческое здание Мюррей-хаус было разобрано на блоки и позже перенесено в район Стэнли, а на его месте в 1990 году открылась офисная башня Bank of China Tower. В 2017 году гонконгский застройщик Henderson Land приобрёл участок на Мюррей-роуд по цене 764 тыс. фунтов стерлингов за квадратный метр (на момент покупки он был самым дорогим участком недвижимости в мире). Весной 2018 года был предложен проект башни The Henderson авторства лондонского бюро Zaha Hadid Architects; в 2019 году на месте бывшего автомобильного паркинга началось строительство.
Изогнутый стеклянный фасад небоскрёба The Henderson произвела и монтировала немецкая фирма Seele GmbH, внешнее и внутреннее освещение установили компании Lichtvision Design и Speirs Major. Осенью 2023 года здание было построено и введено в эксплуатацию. Одним из первых крупных арендаторов стал британский аукционный дом Christie’s, занявший для своей азиатской штаб-квартиры четыре этажа. Другими значительными арендаторами офисных помещений стали Carlyle Group, Audemars Piguet и CPP Investments. Стиль The Henderson описывают как футуристический «вертикальный оазис», а компания-заказчик Henderson Land называет свой небоскрёб «иконой среди икон» Гонконга.

## Структура и основные функции
Дизайн здания The Henderson, разработанный Zaha Hadid Architects, повторяет структурные формы бутона баугинии, готовящегося распуститься. Основой несущей конструкции являются шесть мега-колонн и стальное ядро. Изогнутый стеклянный фасад состоит из более 4 тыс. панелей четырёхслойного изоляционного стекла с двойным ламинированием. Панели не пропускают ультрафиолет, городской шум и излишнее тепло, защищают здание от летней жары и тайфунов, позволяя экономить ресурсы на охлаждении помещений. Подземная часть сильно укреплена, поскольку окружена шестью туннелями метро и подвержена значительным вибрациям. 4-этажная парковка рассчитана на 265 парковочных мест, оборудованных зарядными устройствами для электромобилей, и 78 парковочных мест для мотоциклов.
Комплексная система вентиляции автоматически осушает, дезинфицирует и фильтрует воздух, а также отпимизирует внутреннюю температуру. Система «умного здания» обеспечивает офисы и технические помещения цифровой связью, видеонаблюдением и пожарной безопасностью. В лифтах регулярно проводится автоматическая стерилизация воздуха, а также антибактериальная и противовирусная обработка поверхностей. На верхнем 39-м этаже расположен банкетный зал с прозрачным стеклянным потолком без колонн и c панорамным видом на город. С 26-го по 38-й этаж находится верхняя зона офисов, а с 6-го по 25-й этаж — нижняя зона офисов. На 22-м этаже оборудован многофункциональный «Небесный сад» (Sky Garden), на 5-м этаже — ресторан, на 3-м этаже — лобби и кафе. С помощью системы пешеходных переходов The Henderson соединён с соседними зданиями и станциями метро. В здании два отдельных вестибюля с рецепциями — на уровне улицы для автомобилистов и на 1-м этаже для пешеходов, прибывших по переходам. На уровне улицы посетители попадают в пышный ландшафтный сад.